# Warsy
Warsy település Franciaországban, Somme megyében. Lakosainak száma 136 fő (2022. január 1.). Warsy Arvillers, Becquigny, Erches és Guerbigny községekkel határos.

## Népesség
A település népessége az elmúlt években az alábbi módon változott:
| Lakosok száma | 129  | 141  | 144  | 143  | 148  | 143  | 139  | 132  | 136  |
|               | 2013 | 2015 | 2016 | 2017 | 2018 | 2019 | 2020 | 2021 | 2022 |